# Землетрус в Еквадорі (1987)
Землетрус в Еквадорі 1987 року стався протягом шести годин 6 березня. Послідовність поштовхів вимірюється 6,7, 7,1 і 6,0 за шкалою магнітуд моменту. Основний поштовх мав максимальну інтенсивність Меркаллі IX (сильний). Епіцентр землетрусів був у провінції Напо на північному сході Еквадору; Епіцентри були на східних схилах Анд, близько 75 км на східний схід від Кіто та 25 км на північ від вулкана Ревентадор. Землетруси спричинили близько 1000 смертей. Чотири тисячі пропали безвісти, завдано збитків приблизно на 1 мільярд доларів США.